# Enganyapastors de Salvin
El enganyapastors de Salvin (Antrostomus salvini) és una espècie d'ocell de la família dels caprimúlgids (Caprimulgidae) que habita boscos clars de les terres baixes de Mèxic occidental, a Nuevo León i sud de Tamaulipas, i cap al sud, a través de l'est de San Luis Potosí i Veracruz fins al nord d'Oaxaca i Chiapas.